# セブンティーン・アゲイン
『セブンティーン・アゲイン』（17 Again）は、2009年のアメリカ合衆国のコメディ映画。監督はバー・スティアーズ、出演はザック・エフロンと マシュー・ペリーなど。負け組として人生を甘んじて受け入れていた30代の男が、バスケットボールのスター選手だった17歳のころの姿に戻って人生をやり直そうと奮起する姿を描いている。全米では2009年4月17日に公開され全米初登場1位を記録した。また、日本では2009年5月16日に公開された。

## ストーリー
1989年、17歳のマイク・オドネルはバスケットボールのスター選手。次の試合を見に来るスカウトに認められれば奨学金で大学に行けることになっていた。運命を決める大事な試合を前にノリノリのマイク。そこに恋人のスカーレットが現れる。いつもと様子の違うスカーレットを不審に思ったマイクが問いつめると、彼女は妊娠しているという。試合どころでなくなったマイクは試合の途中で退場、スカーレットと赤ん坊を選ぶのだった。
そして現在。妻スカーレットに追い出され、子供たちにも無視されているマイクは親友ネッドの家に居候している。最悪な状況だが、昇進に一縷の望みを掛けるマイク。しかし、マイクの昇進は見送られ、上司に反発したマイクはクビに。
傷心のマイクはかつての栄光の記憶が残る出身高校に向かう。そこで自分のことを知っているという謎めいた用務員の老人に出会ったマイクは、高校時代からやり直したいとこぼす。そんなマイクに老人は含みのある笑顔を見せる。
その夜、マイクは用務員の老人が橋の欄干から飛び込むところを目撃する。慌てて橋の下を覗いたマイクは不思議な渦巻きに引き込まれるように落ちてしまう。翌朝、ドロドロになりながらネッドの家に戻ったマイクは、自分が17歳当時の姿に戻っていることに気付く。戸惑いながらも、見た目だけでなく、肉体的にも17歳当時の若さを取り戻していることに歓喜するマイク。これは高校時代からやり直せるチャンスだと思ったマイクは、ネッドに父親のフリをさせ、マークという名前で高校に編入する。
イマドキの高校生にジェネレーションギャップを感じつつも高校生活を満喫するマイク。しかし、息子アレックスがいじめに遭っていることや娘マギーが悪い男に引っかかっていることを知ったマイクは、一念発起。アレックスにバスケを教え、マギーの目を覚まさせようと奮闘することに。
一方、アレックスの親友として頻繁に家にやってくるマークに、スカーレットは若い頃のマイクを感じ、不思議な気持ちになる。

## キャスト
| 役名                       | 俳優                         | 日本語吹替 |
| -------------------------- | ---------------------------- | ---------- |
| マイク・オドネル（10代）   | ザック・エフロン             | 森田成一   |
| マイク・オドネル（30代）   | マシュー・ペリー             | 井上和彦   |
| スカーレット・オドネル     | レスリー・マン               | 佐々木優子 |
| ネッド・ゴールド           | トーマス・レノン             | 高木渉     |
| マギー・オドネル           | ミシェル・トラクテンバーグ   | 小島幸子   |
| アレックス・オドネル       | スターリング・ナイト         | 林勇       |
| ジェイン・マスターソン校長 | メロラ・ハーディン           | 勝生真沙子 |
| スタン                     | ハンター・パリッシュ         | 宮下栄治   |
| ナオミ                     | ニコール・サリヴァン         |            |
| ジェイミー                 | カット・グレアム             |            |
| サマンサ                   | ティヤ・シルカー             | 山下亜矢香 |
| ローレン                   | メリッサ・オードウェイ       |            |
| 用務員                     | ブライアン・ドイル＝マーレイ | 緒方賢一   |
| ニコール                   | ジョジー・ローレン           |            |
| マーフィー監督             | ジム・ガフィガン             | 稲葉実     |
| デル夫人                   | マーガレット・チョー         |            |

## 作品の評価
Rotten Tomatoesによれば、批評家の一致した見解は「かなり使い古されたフォーマットを使っているが、『セブンティーン・アゲイン』はザック・エフロンの魅力が十分に発揮されており、害のない楽しいティーン・コメディに仕上がっている。」であり、149件の評論のうち高評価は56%にあたる84件で、平均点は10点満点中5.4点となっている。
Metacriticによれば、27件の評論のうち、高評価は9件、賛否混在は13件、低評価は5件で、平均点は100点満点中48点となっている。

## ミュージカル
2021年5月〜7月初演。東京建物 Brillia HALL、兵庫県立芸術文化センターKOBELCO大ホール、鳥栖市民文化会館大ホール、広島文化学園HBGホール、御園座で上演予定。主演は舞台初出演の竹内涼真。映画版と異なり17歳の頃の主人公と30代の主人公を一人二役を演じ分ける。

### キャスト（ミュージカル）
| 役名             | 俳優                |
| ---------------- | ------------------- |
| マイク           | 竹内涼真            |
| スカーレット     | ソニン              |
| マギー           | 桜井日奈子          |
| アレックス       | 福澤希空（WATWING） |
| スタン           | 有澤樟太郎          |
| ネッド           | エハラマサヒロ      |
| マスターソン校長 | 水夏希              |

### スタッフ（ミュージカル）
- 脚本：マルコ・ぺネット
- 作曲・作詞：アラン・ザッカリー＆マイケル・ウェイナー
- 翻訳・演出：谷 賢一
- 訳詞：高橋亜子
- 音楽監督：長谷川雅大
- 美術：土岐研一
- 照明：原田 保
- 音響：山本浩一
- 衣裳：及川千春
- ヘアメイク：宮内宏明
- 歌唱指導：林 絵理
- 振付：AKIHITO
- 稽古ピアノ：亜久里夏代
- 演出助手：河合範子
- 舞台監督：幸光順平
- 企画制作：ホリプロ